# Allerheiligenkerk (Nederzwalm)

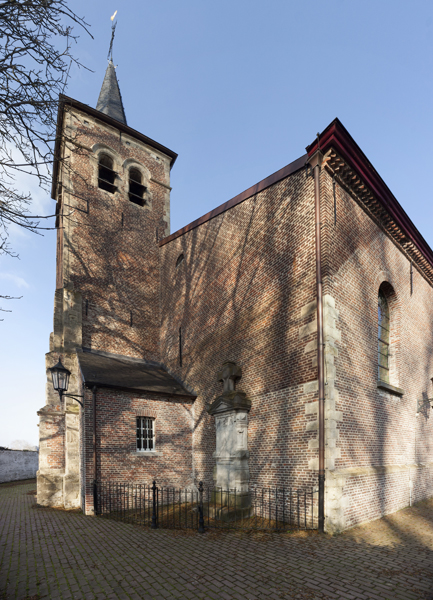
Allerheiligenkerk

De Allerheiligenkerk is de parochiekerk van de tot de Oost-Vlaamse gemeente Zwalm behorende plaats Nederzwalm, gelegen aan de Hoogstraat 2.

## Geschiedenis
Hier stond vanouds een eenbeukig romaans of vroeggotisch kerkje waarvan de stichtingsdatum niet bekend is. Het patronaatsrecht behoorde toe aan het Onze-Lieve-Vrouwekapittel te Kamerijk. Vooral in de 17e eeuw vonden verbouwingen plaats: in 1644 werd een koor gebouwd, in 1651 werden de toren, een nieuw schip en de zuidertranseptarm opgericht. In 1776 werd een sacristie gebouwd.
In 1851-1853 bouwde men een nieuw schip naar ontwerp van Vermeersch en Ameel. Hierbij werd een deel van de westgevel, de toren en het koor gespaard. De zijbeuken werden mede opgetrokken met materiaal dat afkomstig was van de gesloopte kerk van de opgeheven parochiekerk Hermelgem.

## Gebouw
Het betreft een georiënteerde bakstenen driebeukige pseudobasiliek. De kerk heeft een voorgebouwde westtoren op vierkante plattegrond.

## Interieur
De kerk bezit drie 17e-eeuwse altaarstukken, vervaardigd door Simon II de Pape. Zij verbeelden: de Heilige Drievuldigheid vereerd door alle heiligen, Sint-Gregorius de Grote en Sint-Odilio bij de Verlosser en Onze-Lieve-Vrouw koningin van alle heiligen. Hiernaast bezit de kerk nog een achttal 17e-eeuwse schilderijen.
Er is een 17e-eeuws gepolychromeerd houten beeld van Onze-Lieve-Vrouw en een 17e-eeuwse gekruisigde Christus, afkomstig van een calvarie die vroeger buiten tegen de kerkmuur was geplaatst.
Het hoofdaltaar is een portiekaltaar van 1652 en het heeft een tabernakel van omstreeks 1755. Het noordelijk zijaltaar, gewijd aan de gelovige zielen, is van 1666. Het zuidelijk zijaltaar, gewijd aan Onze-Lieve-Vrouw van alle heiligen, is 17e-eeuws. Beide zijaltaren werden aangepast in het midden van de 18e eeuw. Twee koorbanken zijn uit het vierde kwart van de 18e eeuw, de classicistische preekstoel is uit de 2e helft van de 18e eeuw en twee midden 17e-eeuwse biechtstoelen zijn in renaissancestijl. De kerkmeestersbanken zijn 18e-eeuws en het doopvont, van roodgevlamd marmer, is 17e-eeuws.
In de vloer en de buitenmuren van de kerk zij enkele 18e-eeuwse grafstenen ingemetseld.
Het orgel werd in 1855 vervaardigd door Petrus Haelvoet. Het is het enige werk van zijn hand dat bewaard is gebleven. Delen van de orgelkast zijn van 1768.